# Charles Fridrich
Charles Fridrich, né à Nancy le 1er août 1876 et mort dans cette même ville en 1952, est un décorateur français. Il fut un artiste de l'École de Nancy.

## Biographie
Il est le fils d’un marchand tapissier de Nancy. Après ses études à l'école municipale des Beaux-arts, c'est à l'âge de 24 ans, le 15 novembre 1900, qu'il fonde la Maison d'Art Lorraine, société en commandite, au 38 de la rue Stanislas à Nancy, et aussi à Paris. C'est un pionnier qui se lance à ses risques et périls. Ambitieux, il se fixe comme objectif : « …de favoriser l'expansion de l'art moderne, d'organiser dans ses salles des expositions permanentes destinées à faire connaître les résultats obtenus par les artistes, dans leurs recherches d'un art libre et indépendant ». Il y organise des expositions permanentes, mais aussi temporaires dédiées aux artistes lorrains dans toutes les disciplines. Il met en place des concours en direction de jeunes ouvriers d'art de moins de 20 ans.
Le salon de l'Art nouveau, créé à Paris en 1895 par Samuel Bing, va lui servir de modèle. Il s'agit de faire de cette Maison d'Art Lorraine un lieu de diffusion d'un art qu'il définit comme nouveau. Ce sera le tremplin pour les artistes de l'École de Nancy, dont il sera l'un des membres du Comité directeur dès 1901. L'aventure va durer seulement trois ans, avec des succursales dans la région Lorraine à Vittel (station thermale réputée de l'époque) et jusqu’à Luxembourg. Il fera malheureusement faillite en 1903. Abandonnant son activité de « prophète » des arts, il poursuivra à la fois son activité de créateur mais aussi de vente de meubles et d'objets d’antiquité, métier dont il excella l'art.
Charles Fridrich réalise des peluches décorées et colorées, comme Louis Guingot, avec un procédé dont il a le secret, des velours frappés et gaufrés, et des tapisseries, les décors étant de Victor Prouvé, Jacques Grüber et Paul Nicolas. Certains motifs étaient proposés par Louis Hestaux ou encore par Henri Bergé. Il utilise les techniques propres à la chimie pour son travail et se spécialise dans la décoration des tissus et tentures d'appartement. Il fixera essentiellement des végétaux, en s’inspirant du japonisme à la mode.
En 1907, il participera à la commande de Georges Malard, pharmacien à Commercy qui souhaite réaliser une devanture inspirée par l'Art nouveau. C'est Eugène Vallin qui va la concevoir dans le style de l'École de Nancy ; il demandera à Charles Fridrich d'en concevoir le décor intérieur. Elle se visite toujours aujourd'hui.
Charles Fridrich terminera sa vie aux côtés de son épouse Claire Blondlat, institutrice à Villey-le-Sec (ses deux parents étaient eux-mêmes instituteurs) laïque et engagée, au Château du vieux village de Vandœuvre-lès-Nancy, aujourd'hui inscrit à l'inventaire complémentaire des monuments historiques. Il est mort en novembre 1952, médaillé de la guerre de 1914-1918, avec le grade de colonel, contrairement à toutes les références publiques qui font état de son décès en 1962. Il est enterré au cimetière de Préville à Nancy, comme nombre de ses amis de l'École de Nancy.